# Loyal (Wisconsin)
Loyal è una città degli Stati Uniti d'America, situata in Wisconsin, nella Contea di Clark.